# Giuseppe Maria Capece Zurlo

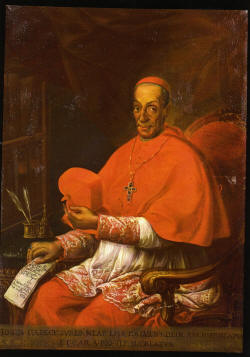
Kardinal Capece Zurlo (Gemälde)

Giuseppe Maria Capece Zurlo OTheat (* 3. Januar 1711 in Monteroni di Lecce; † 31. Dezember 1801 in Neapel) war ein italienischer Geistlicher, Erzbischof von Neapel und Kardinal.

## Leben

### Herkunft und Studienzeit
Giuseppe Maria Capece Zurlo entstammte der Familie der Fürsten von Zurlo und war das jüngste von sechs Kindern des Fürsten Giacomo Capece Zurlo. Als Elfjähriger besuchte er die Schule San Paolo in Neapel, die vom Orden der Theatiner geleitet wurde. 1727 trat er diesem Orden auch bei. Nachdem er 1733 Diakon wurde, studierte er Theologie und Philosophie und empfing am 19. Dezember 1733 die Priesterweihe. In den folgenden Jahren unterrichtete Capece Zurlo Theologie und Philosophie und stieg in der Ordenshierarchie auf. Als er 1756 zum Ordensgeneral gewählt wurde, ernannte ihn Papst Benedikt XIV. zum Bischof.

### Als Bischof und Kardinal
Am 24. Mai 1756 wurde er Bischof von Calvi, drei Tage später empfing Giuseppe Maria Capece Zurlo in Rom die Bischofsweihe durch den früheren Erzbischof von Neapel, Kardinal Giuseppe Spinelli. Sein Bistum behielt er 26 Jahre lang, ehe er am 16. Dezember 1782 Erzbischof von Neapel wurde. Am selben Tag nahm ihn Papst Pius VI. ins Kardinalskollegium auf, im Februar des folgenden Jahres 1783 ernannte er Zurlo zum Kardinalpriester von San Bernardo alle Terme. Capece Zurlo führte einige Reformen im Erzbistum ein. So versuchte er die Bildung des Klerus durch eine neue Verordnung zu heben, die den Seminaristen Gewissensfreiheit garantierte. Trotzdem war er größtenteils unfähig, auf die damaligen gesellschaftlichen Probleme einzugehen. 1799 stellte er sich auf die Seite der französischen Republik, indem er einen reaktionären Aufstand zu verhindern suchte, der von der Bewegung Sanfedismo des Kardinals Fabrizio Dionigi Ruffo organisiert wurde. Das war der Grund, warum der greise Kardinal in der Abtei Montevergine in Neapel im Exil leben musste. So konnte Capece Zurlo auch nicht am Konklave 1799–1800 teilnehmen, das Pius VII. wählte. Er starb am letzten Tag des Jahres 1801 als fast 91-jähriger in seinem Exil, wo er zunächst auch beerdigt wurde. Erst 1806 konnten seine Gebeine in die Kathedrale überführt werden. Sein Grab befindet sich heute in der Familienkapelle in der Theatinerkirche San Paolo.
Als Giuseppe Maria Capece Zurlo starb, war er 68 Jahre Priester und 45 Jahre Bischof gewesen.

## Auszeichnungen
- Konstantinorden (1781)
- Januariusorden (1790)